# Hermann Dreßler
Hermann Dreßler (* 14. April 1882 in Leipzig als Hermann Gustav Friedrich Dreßler; † 2. September 1955 in Karl-Marx-Stadt) war ein deutscher Schriftsteller und Lehrer.

## Leben
Herman Dreßler, seit 1913 verheiratet mit Emma Martha Weigand, lebte als Lehrer und später als Schulleiter der Ludwig-Richter-Schule in Chemnitz. 
Zwischen 1910 und 1925 veröffentlichte er zahlreiche erzählende Werke, die teilweise dem Genre des Kriminalromans, teilweise der fantastischen Literatur zuzurechnen sind, daneben verfasste Dressler einige Kinderbücher.

## Werke
- Süddeutsche Städtemärchen, Straubing 1910
- Kinder-Eisenbahn-Knigge, Straubing i. Bayern 1911
- Ein Opfer und andere Luftschiffernovellen, Wien 1911
- Vom grünen Holze, Wiesbaden 1911
- Die Konkurrenten und andere Novellen, Heilbronn 1915
- Der Andere, Breslau 1919
- Der blinde Passagier, Breslau 1919
- Der Detektiv. Das Brillant-Kollier, Königshütte 1919
- Die Gefangenen, Königshütte 1919
- Das geheimnisvolle Haus, Breslau 1919
- Das geheimnisvolle Lichtbild, Königshütte 1919
- Die geheimnisvolle Pforte, Königshütte 1919
- Der Kopf. Das Pentagramm, Königshütte 1919
- Mondvögel, München 1919
- Der Mord auf dem Leuchtturm, Königshütte 1919
- Ein rätselhafter Fall, Königshütte 1919
- Rat Berndts Todestag. Das Haus in der Mauergrabengasse, Königshütte 1919
- Der Ton aus der vierten Dimension, Breslau 1919
- Der Druide, Breslau 1920
- Die "Graue Hanne", Breslau 1920
- Der Kampf und Skizzen, Breslau 1920
- Die Panther-Komtesse und andere Erzählungen, Breslau 1920
- Scheintot!, Breslau 1920
- Sein letzter Frühling, Breslau 1920
- Der Ton aus der vierten Dimension und andere Kriminalerzählungen, Breslau 1920
- Die Augen des Fakirs, Leipzig 1921
- Der Doppelgänger, München 1921
- Der Griff nach dem Leben, München [u. a.] 1921
- Das Haus im Sumpf, München 1921
- Die Kampfernadel, München [u. a.] 1921
- Das Land der Sehnsucht, Leipzig 1921
- Das Geheimnis des Hauses Granby, München [u. a.] 1922
- Der mysteriöse Fall, München [u. a.] 1922
- Die Opiumhöhle, München [u. a.] 1922
- Die Priester der Erde, München [u. a.] 1922
- Sein eigener Schatten, München [u. a.] 1922
- Spur Nr. 1, München [u. a.] 1922
- Zwischen acht und halb neun, München [u. a.] 1922
- Die Jagd nach dem Mörder, München [u. a.] 1923
- Der schwarze Diamant, München [u. a.] 1923
- Der Spuk auf Ervesval, München [u. a.] 1923
- Der Herr über Leben und Tod, München 1924
- Das rufende Licht, München 1924
- Die Annemarie und der Plusterdick, Leipzig 1925 (zusammen mit Fritz Baumgarten)
- Hutzelbein, Leipzig 1925 (zusammen mit Fritz Baumgarten)
- Schloß Moorhouse, München 1925
- Die Spitze der Welt, Konstanz 1956
- Das Theater zur grünen Wiese, Reutlingen 1959